# Jüdische Gemeinde Aldingen

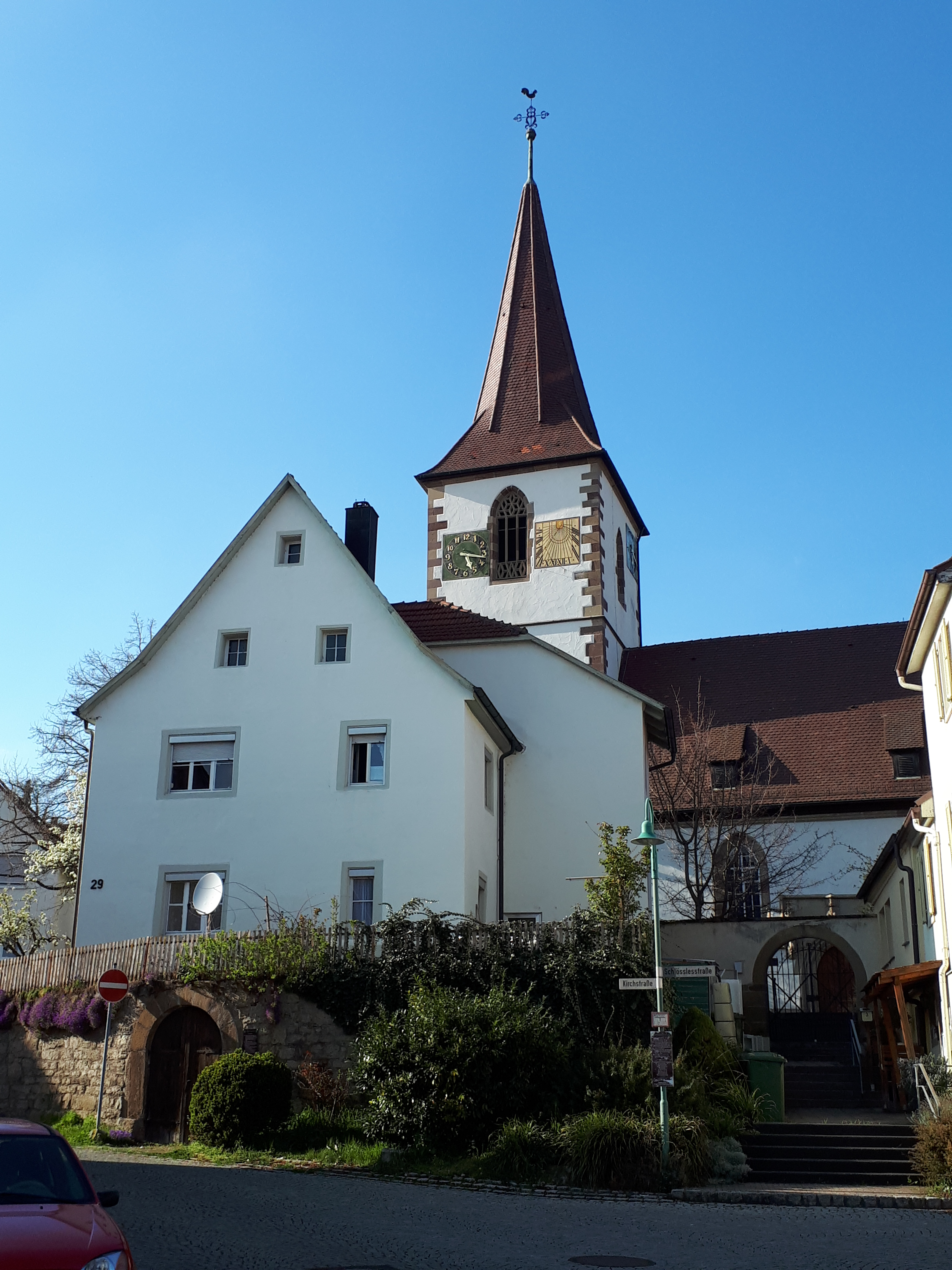
Blick auf das sogenannte Pfaffenhaus, den ersten Wohnsitz von Juden in Aldingen sowie Zeitweise Standort einer Haussynagoge in unmittelbarer Nachbarschaft der evangelischen Margaretenkirche

Die Jüdische Gemeinde Aldingen bestand von Mitte des 18. Jahrhunderts bis zum Jahr 1874 im heutigen Stadtteil Aldingen der Stadt Remseck am Neckar im Landkreis Ludwigsburg in Baden-Württemberg. Sie war neben der Hochberger Gemeinde die kleinere der zwei jüdischen Gemeinden auf dem heutigen Stadtgebiet von Remseck. Ermöglicht wurde ihre Entstehung, da die damalige Herrschaft Aldingen als reichsritterschaftlicher Ort im Besitz der Herren von Kaltental unabhängig von dem sie umgebenden Herzogtum Württemberg war.

## Geschichte

### Gründungsphase
Die Gemeinde hatte ihren Ursprung in zwei jüdischen Familien, die sich 1729 in Aldingen mit Erlaubnis des Ortsherren Georg Wolf von Kaltental niederlassen durften. Ihr Wohnsitz war das sogenannte Pfaffenhaus, das ehemalige Haus der katholischen Messpriester Aldingens in direkter Nachbarschaft der mittlerweile evangelischen Margaretenkirche. Der kaltentalische Schutzbrief, der 1729 für Abraham und Maram Kahn von der Ortsherrschaft ausgestellt worden war, erlaubte diesen bereits ihre religiösen Gebräuche im vollen Umfang zu praktizieren. Obwohl die Kahns selbst den Ort bereits 1735 wieder verlassen hatten, wurden mittlerweile auch andere jüdische Familien zu ähnlichen Bedingungen aufgenommen Zwar mussten die Aldinger Juden, anders als in anderen Gemeinden dieser Zeit, keine Aufnahmegebühr zahlen, allerdings waren ein jährliches Schutzgeld an die Ortsherrschaft, eine Gebühr an die Ortsgemeinde sowie eine Waisenhausabgabe zu entrichten.

### Blütezeit
Nach dem Tod Georg Wolf von Kaltentals im Jahr 1746 fiel die Herrschaft Aldingen zurück an Württemberg und wurde Teil der württembergischen Hofkammer. Der Ort behielt aber seinen reichsritterschaftlichen Status, weshalb die Rechte der jüdischen Bürger weitgehend unangetastet blieben, was 1750 durch Herzog Carl Eugen bestätigt wurde. Es kam immer wieder zu Protesten der christlichen Bevölkerung, insbesondere des evangelischen Pfarrers, der sich an der Ausübung jüdischer Gebräuche im Pfaffenhaus unmittelbar bei seiner Kirche störte. Dennoch wuchs die jüdische Gemeinde in der zweiten Hälfte des 18. Jahrhunderts stetig an. Die Juden richteten anfangs im Pfaffenhaus einen Betsaal ein, später diente ein Anbau an das Haus Kirchstraße 15 als Haussynagoge. Ab 1826 verfügte die Gemeinde über eine Mikwe in der Neckarstraße.
Ab 1828 bildete die sich im Entstehen befindliche jüdische Gemeinschaft in Ludwigsburg und Aldingen eine gemeinsame Gemeinde mit Aldingen als Muttergemeinde. 1849 wurden die Gemeinden auf Wunsch beider Orte wieder getrennt. Seit 1835 besaß die Aldinger Gemeinde eine eigene Schule. Von 1836 bis 1842 wirkte Mayer Levi als Chasan in Aldingen. Bestattungen der Aldinger Gemeinde wurden anfangs auf dem jüdischen Friedhof in Freudental und ab 1795 auf dem jüdischen Friedhof in Hochberg durchgeführt. 1852 erreichte die Gemeinde mit 122 Mitgliedern ihren Höhepunkt, sie machte damals etwas mehr als ein Zehntel der Aldinger Bevölkerung aus.
Anfang des 19. Jahrhunderts besaßen die Gemeinde-Vorsteher eine beschränkte Gerichtsbarkeit und konnten kleinere Vergehen in der Synagoge ahnden. Zudem besaßen sie Freiheiten in Fragen der Religion und des Kultus.

### Niedergang
Ab Mitte des 19. Jahrhunderts begann ein Wegzug aus Aldingen in benachbarte Städte wie Ludwigsburg und Cannstatt, da mittlerweile die württembergischen Gesetze auch dort eigenständige jüdische Gemeinden ermöglichten. In Folge der zahlreichen Wegzüge wurde in Aldingen in den 1860er Jahren die jüdische Schule geschlossen, 1869 das Gebäude der Mikwe verkauft und schließlich 1874 die Gemeinde aufgelöst.

## Persönlichkeiten
- Mayer Levi, 1836 bis 1842 als Chasan in Aldingen
- Benedikt Elsas, aus Aldingen stammender Unternehmer jüdischen Glaubens